# Микропроцессорный комплект серии К1810

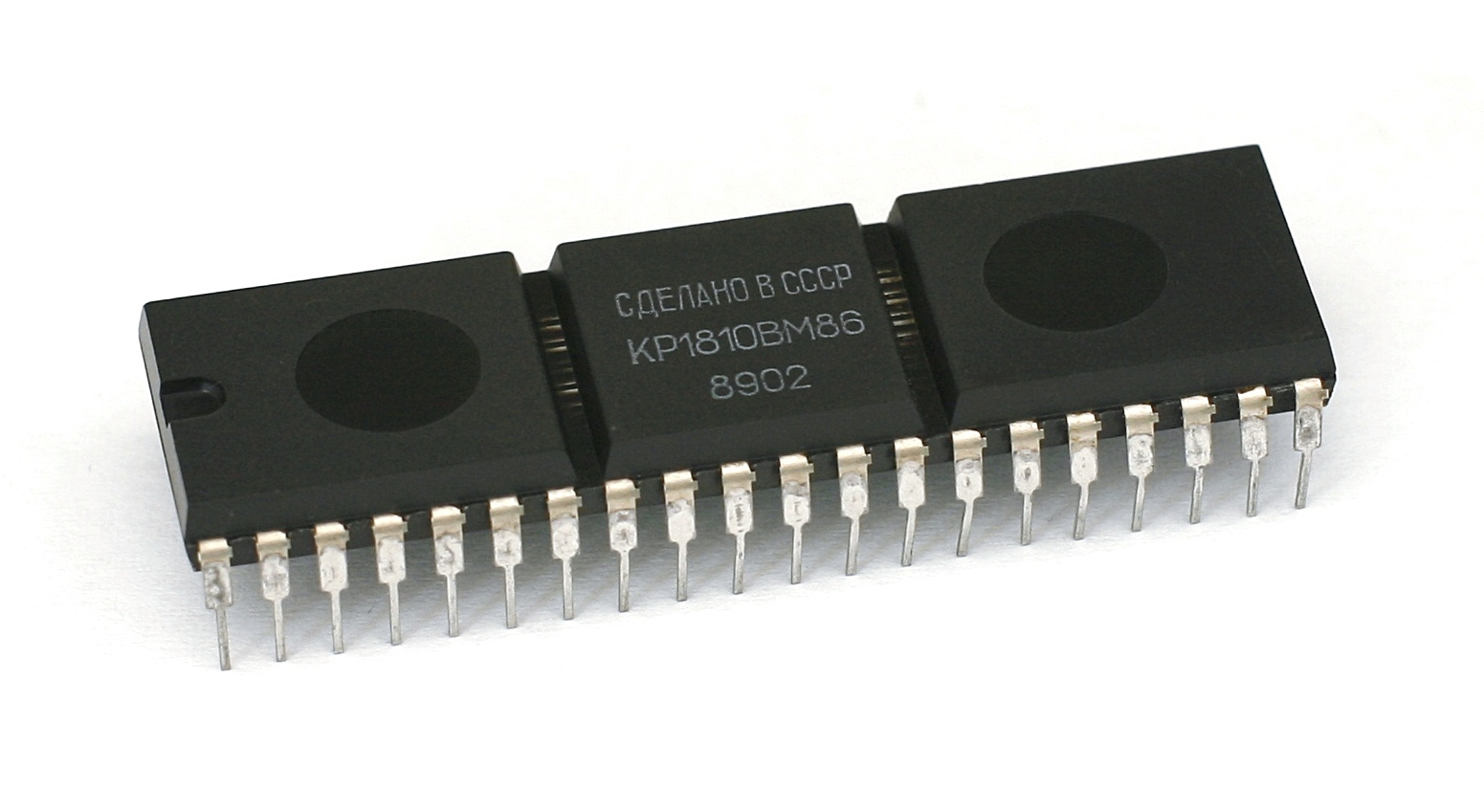
Микросхема KP1810BM86 1989 года

Микропроцессорный комплект серии К1810 — набор микросхем, аналогичных набору микросхем для процессора Intel 8086, дальнейшее развитие микропроцессорного комплекта К580. Использовался в отечественных IBM PC-совместимых компьютерах, таких как ЕС ПЭВМ, СМ-1810, Нейрон И9.66, Искра-1030, Поиск, Агат-П, Электроника МС 1502. Разрядность 16 бит, n-МОП технология, напряжение источника питания 5 В. Система команд совместима с MCS-86.
БИС этого микропроцессорного комплекта полностью совместимы по электрическим и техническим параметрам с БИС К580, а также программно снизу вверх на уровне ассемблера.

## Микросхемы комплекта
| ИМС             | Индекс оригинальной микросхемы Intel | Функциональное назначение                                                           |
| --------------- | ------------------------------------ | ----------------------------------------------------------------------------------- |
| КМ1810ВМ86      | 8086                                 | 16-битный микропроцессор (центральный процессор). Тактовая частота 4,77 МГц.        |
| К1810ВМ86М      | 8086-2                               | 16-битный центральный процессор. Тактовая частота 8 МГц.                            |
| КМ1810ВМ88      | 8088                                 | 16-битный центральный процессор с 8-битной шиной данных. Тактовая частота 4,77 МГц. |
| КМ1810ВМ87      | 8087                                 | Арифметический сопроцессор                                                          |
| К1810ВМ89       | 8089                                 | Процессор ввода-вывода                                                              |
| КР1810ГФ84      | 8284                                 | Генератор тактовых импульсов                                                        |
| КР1810ВГ88      | 8288                                 | Системный контроллер                                                                |
| КР1810ВН59А     | 8259                                 | Контроллер приоритетных прерываний                                                  |
| К1810ВГ72       | 8272A                                | Контроллер НГМД                                                                     |
| КР1810ВБ89      | 8289                                 | Арбитр системной шины                                                               |
| КР1810ВТ02(ВТ2) | 8202                                 | Контроллер для подключения динамической памяти объёмом 16 кбайт                     |
| КР1810ВТ03(ВТ3) | 8203                                 | Контроллер для подключения динамической памяти объёмом 64 кбайт                     |
| КР1810ВТ37А/Б/В | 8237A/A-4/A-5                        | Контроллер прямого доступа к памяти                                                 |
| К1810ВИ54       | 8254                                 | Программируемый интервальный таймер                                                 |
| К1810ВА86       | 8286                                 | Шинный формирователь без инверсии                                                   |
| К1810ВА87       | 8287                                 | Шинный формирователь с инверсией                                                    |
| К1810ИР82       | 8282                                 | Буферный регистр без инверсии                                                       |
| К1810ИР83       | 8283                                 | Буферный регистр с инверсией                                                        |
| KP1810BK56      | 8256                                 | Многофункциональный контроллер поддержки микропроцессора                            |

## Изображения

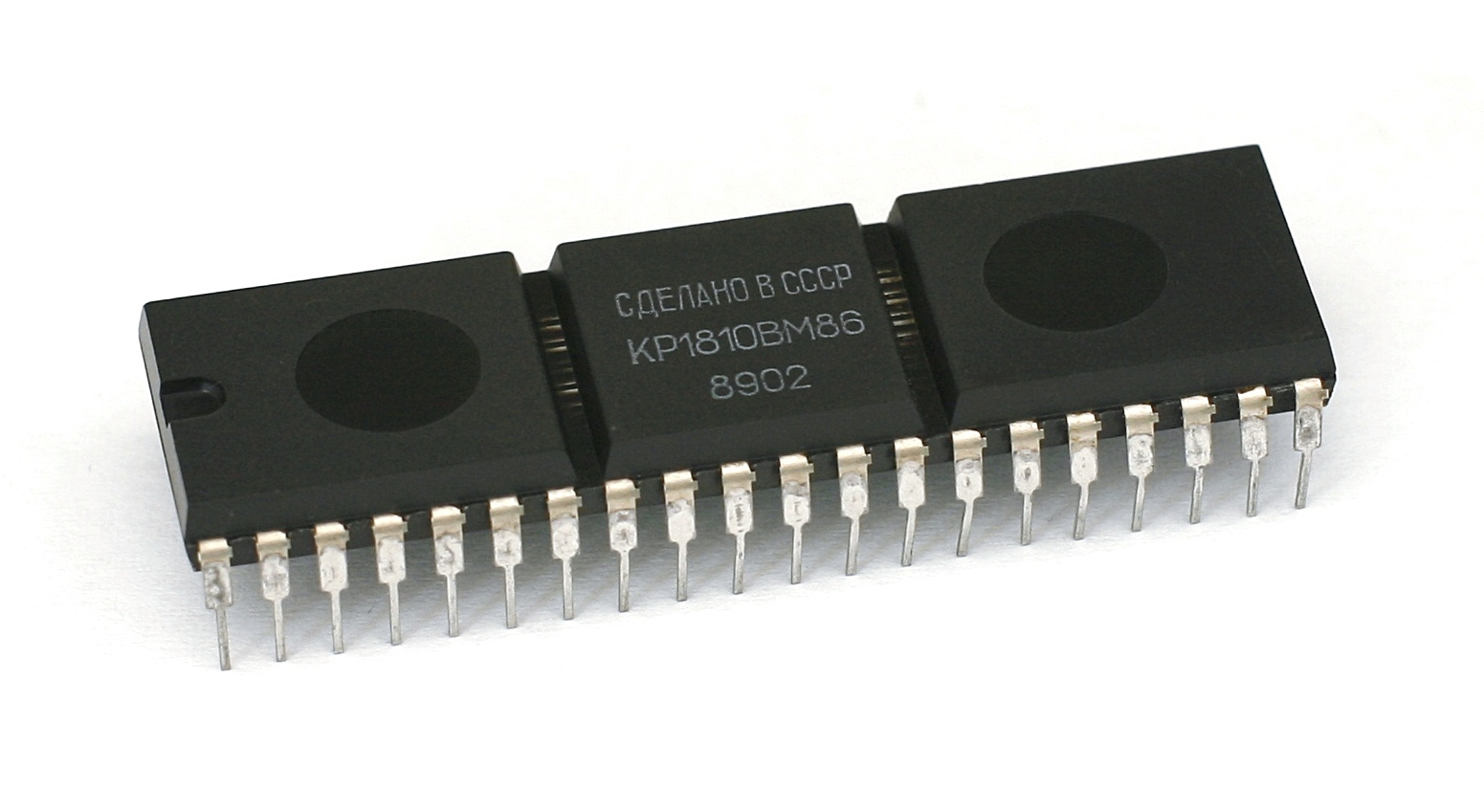
КР1810ВМ86
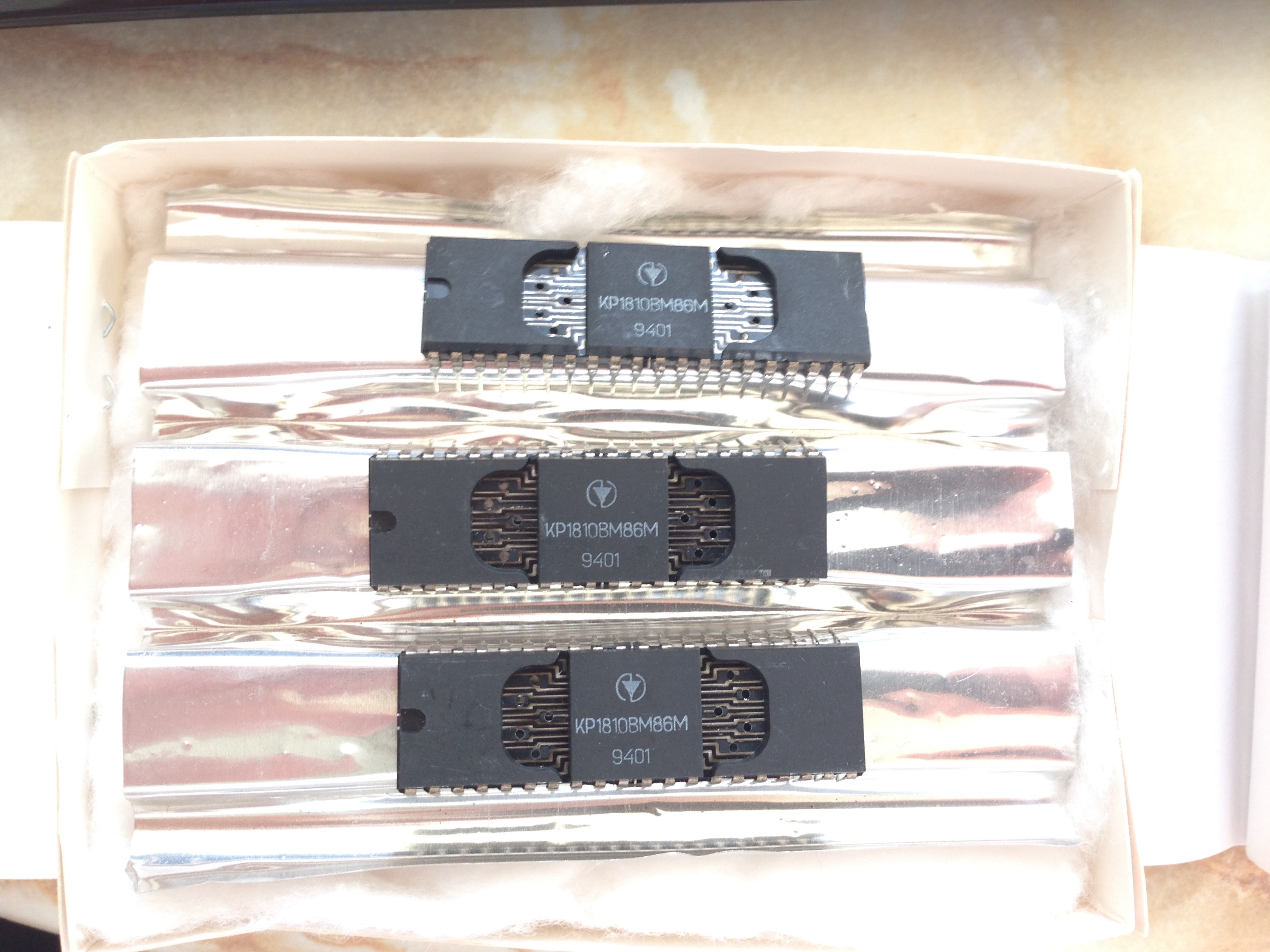
КР1810ВМ86М
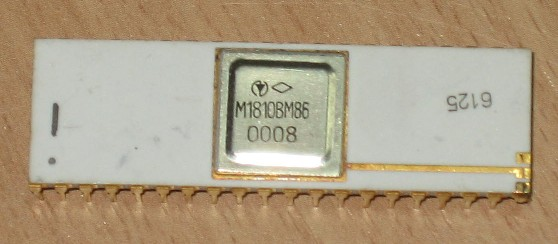
М1810ВМ86
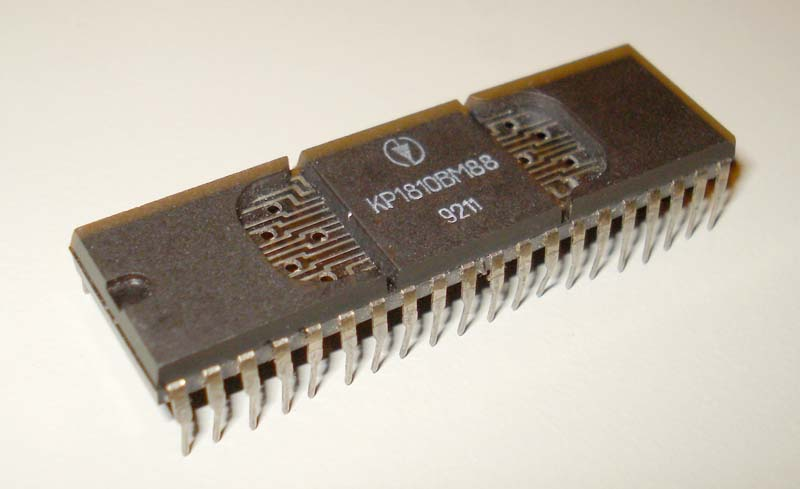
КР1810ВМ88
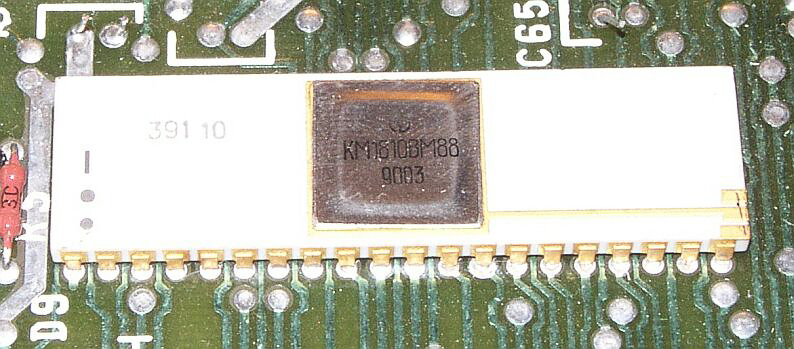
КМ1810ВМ88